# Roberto Vílches
Roberto Vilches Ruisánchez (né le 21 mai 1999) est un athlète mexicain, spécialiste du saut en hauteur.

## Carrière
Il débute l'athlétisme en 2013 après avoir joué au football.
Il est médaillé d'or aux Championnats panaméricains juniors d'athlétisme 2017.
Le 28 avril 2018, il porte son record personnel à 2,26 m à Querétaro.
Le 14 juillet 2018, en franchissant comme Adónios Mérlos la mesure de 2,23 m au premier essai, il devient avec lui champion du monde junior à Tampere.
Le 6 avril 2019, il porte son record personnel à 2,27 m à Columbia.

## Palmarès
| Date | Compétition                              | Lieu         | Résultat | Marque |
| ---- | ---------------------------------------- | ------------ | -------- | ------ |
| 2016 | Championnats du monde juniors            | Bydgoszcz    | 9e       | 2,18 m |
| 2017 | Championnats panaméricains juniors       | Trujillo     | 1er      | 2,21 m |
| 2018 | Championnats du monde juniors            | Tampere      | 1er      | 2,23 m |
| 2018 | Jeux d'Amérique centrale et des Caraïbes | Barranquilla | 11e      | 2,16 m |
| 2019 | Jeux panaméricains                       | Lima         | 3e       | 2,26 m |

## Records
| Épreuve         | Marque | Lieu     | Date         |
| --------------- | ------ | -------- | ------------ |
| Saut en hauteur | 2,27 m | Columbia | 6 avril 2019 |